# Famille de Dallas
 (décembre 2014).
Si vous disposez d'ouvrages ou d'articles de référence ou si vous connaissez des sites web de qualité traitant du thème abordé ici, merci de compléter l'article en donnant les références utiles à sa vérifiabilité et en les liant à la section « Notes et références ».
La famille de Dallas est une organisation criminelle faisant partie de la mafia américaine localisée à Dallas au Texas. Elle dépend de la Commission, un réseau de familles de la mafia Italo-américaine créée par Lucky Luciano en 1931.

## Origine
Carlo Piranio, un sicilien qui émigre vers les États-Unis vers 1901 avec son frère Joseph, s'installe en premier à Shreveport en Louisiane. Carlo crée une faction à Dallas de la mafia américaine en 1921 avec Joseph comme son sous-chef (underboss). Carlo, plus tard décrit comme « le premier parrain de la mafia au Texas », est né en 1876 à Corleone en Sicile, la même ville natale que le parrain de New York Giuseppe Morello. Son mariage avec une jeune femme de 18 ans, récemment arrivée d'Italie, a eu lieu en 1903. En 1904, un fils Angelo est né de Carlo et Clementia Piranio. Leur déménagement à Dallas au Texas après la naissance d'Angelo à Shreveport en 1904 crée quelques tensions. Le recensement américain d'avril 1910 montre que la famille vit temporairement au 774 Main Street à Dallas. Le foyer se compose de Carlo, Clementia, le jeune Angelo, ainsi que Joseph Piranio et sa nouvelle fiancée Lena. Carlo dirige une affaire commerciale légitime à domicile, et Joseph est épicier. Joseph n'est pas à temps complet au Texas, et il déménage en Louisiane pour quelques années. Lui, sa femme et ses deux filles retournent à Dallas en 1914. Carlo meurt de causes naturelles en 1930. Joseph prend les rênes de la famille après la mort de son frère. Il dirige de nombreux bars, de nombreux tripots clandestins et rackette à petite échelle des entreprises liées au secteur de la construction à travers sa propre affaire de construction.

## Joseph Civello
En 1956, Joseph Civello prend les rênes de la famille lorsque Joseph Piranio meurt à 78 ans. Civello participe à la célèbre réunion mafieuse d'Apalachin. Il est arrêté et est accusé de conspiration. À Dallas, il contrôle le trafic de stupéfiants, la prostitution et des boites de nuit à travers le Texas. Civello est né le 3 février 1903 dans l'ouest rural de West Baton Rouge en Louisiane. Il est le deuxième enfant de Philip et Catherine Civello. Son père est un fermier qui a émigré aux États-Unis en 1900. La famille Civello se compose de sept enfants. La famille reste à West Baton Rouge jusqu'en 1923, lorsque Philip relocalise la famille à Dallas et ouvre une épicerie.
Les forces de l'ordre commence à s'intéresser rapidement à Joseph Civello. Il est condamné pour avoir violé la loi sur la Prohibition et est condamné à 40 jours de prison.

## Liste des parrains de la famille de Dallas
- 1921–1930 – Carlo Piranio
- 1930–1956 – Joseph Piranio – le frère de Carlo
- 1956–1970 – Joseph Civello
- 1970–1973 – Joseph Ianni
- 1973–1990 – Joseph Campisi